# Notre-Dame-d’Aliermont
Notre-Dame-d’Aliermont – miejscowość i gmina we Francji, w regionie Normandia, w departamencie Sekwana Nadmorska.
Według danych na rok 1990 gminę zamieszkiwało 525 osób, a gęstość zaludnienia wynosiła 39 osób/km² (wśród 1421 gmin Górnej Normandii Notre-Dame-d’Aliermont plasuje się na 437. miejscu pod względem liczby ludności, natomiast pod względem powierzchni na miejscu 189.).